# Hòa, Mã An Sơn
Hòa (chữ Hán giản thể: 和县, Hán Việt: Hoà huyện) là một huyện của địa cấp thị Mã An Sơn, tỉnh An Huy, Cộng hòa Nhân dân Trung Hoa. Huyện Hoà có diện tích 1412 km², dân số 650.000 người. Mã số bưu chính của huyện Hoà là 238200. Về mặt hành chính, huyện này được chia thành 11 trấn, 4 hương. Huyện lỵ đóng ở trấn Lịch Dương. Huyện được chuyển về địa cấp thị Mã An Sơn sau khi địa cấp thị Sào Hồ bị giải thể vào năm 2011.
- Trấn: Lịch Dương, Trầm Hạng, Ngũ Hiển Tập, Bạch Kiều, Mỗ Kiều, Công Kiều, Tây Phu, Xuân Tuyền, Ô Giang, Thiện Hậu, Thạch Dương.
- Hương: Ung Trấn, Thành Nam, Yêu Phu, Xước Miếu.